# Oberstes Gericht der Russischen Föderation

Wappen des Obersten Gerichts

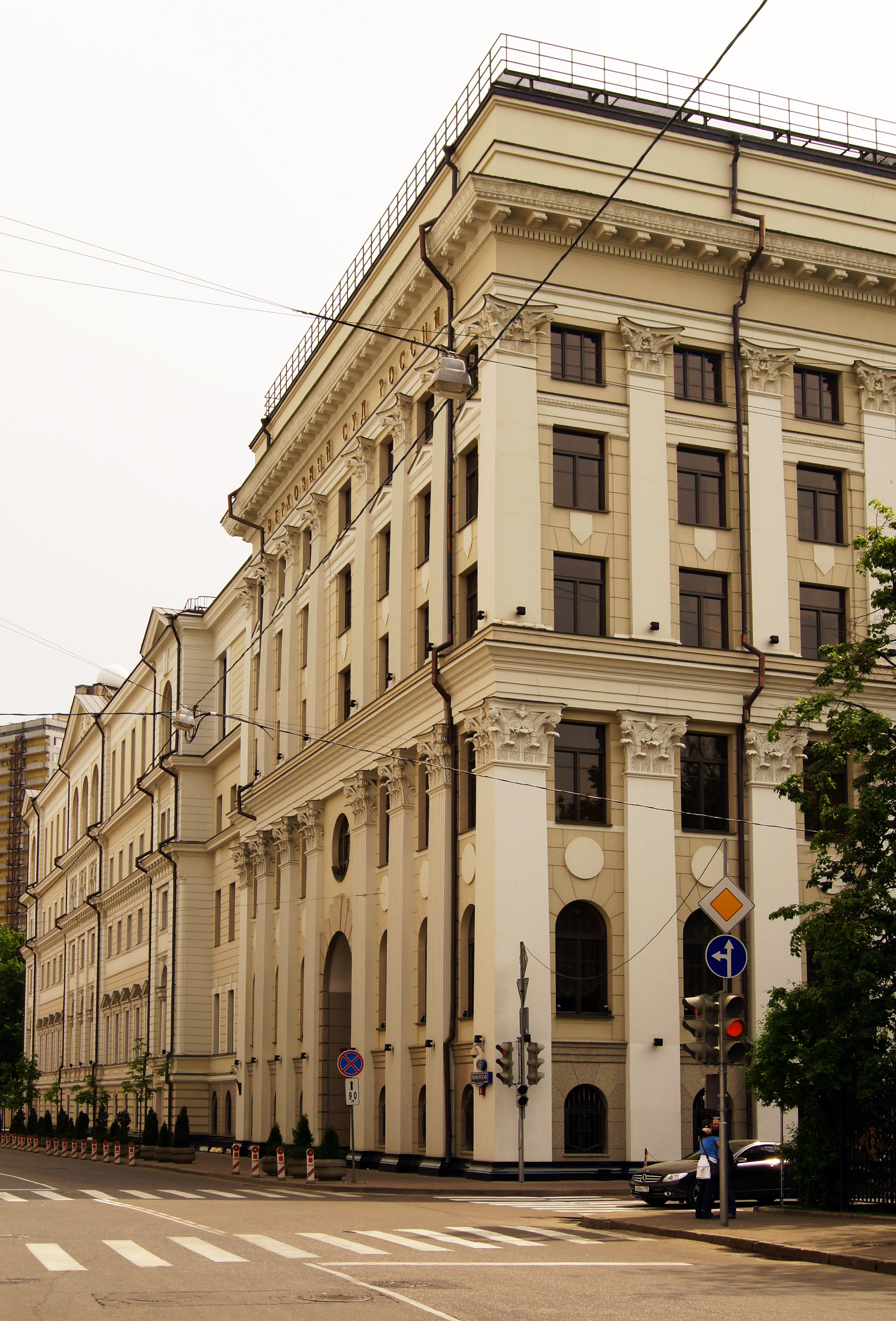
Gebäude des Obersten Gerichts der Russischen Föderation in Moskau (2010)

Das Oberste Gericht der Russischen Föderation (russisch Верховный суд Российской Федерации) ist ein Gericht innerhalb der russischen Justiz und das Höchstgericht innerhalb des russischen Verwaltungsrechts, Zivilrechts und Strafrechts. Es beaufsichtigt auch die Arbeit unterer Gerichte. Es hat seinen Sitz in Moskau.
Sein Vorgänger war bis 1992 das Oberste Gericht der UdSSR und das Oberste Gericht der Russischen Sozialistischen Föderativen Sowjetrepublik (RSFSR). 
Der russische Präsident Wladimir Putin unterzeichnete am 6. Februar 2014 ein Dekret über die Schaffung eines einheitlichen Obersten Gerichts, was die Vereinigung des Obersten Gerichts und des Obersten Schiedsgerichts der Russischen Föderation bedeutete.

## Vorsitzender
Am 26. Juli 1989 wurde Wjatscheslaw Lebedew per Dekret durch das Präsidium des Obersten Sowjets zum Vorsitzenden des Obersten Gerichts der RSFSR ernannt und am 28. Juli 1989 vom Obersten Sowjet der UdSSR bestätigt. Nach dem Ende der Sowjetunion war Wjatscheslaw Lebedew seit 1992 Vorsitzender des Obersten Gerichts der Russischen Föderation. Lebedew wurde zuletzt 1999, 2007 und 2012 im Amt bestätigt. Am 2. Mai 2014, nach der Vereinigung des Obersten Gerichts und des Obersten Schiedsgerichts der Russischen Föderation, und am 25. September 2019 wurde er erneut vom Föderationsrat als Vorsitzender bestätigt.

## Urteile
Am 28. Dezember 2021 fällte das Oberste Gericht Russlands ein Urteil, mit dem die Menschenrechtsorganisation „Memorial“ samt ihren Regionalorganisationen verboten wurde.